# العلاقات الصومالية البنينية
العلاقات الصومالية البنينية هي العلاقات الثنائية التي تجمع بين الصومال وبنين.

## مقارنة بين البلدين
هذه مقارنة عامة ومرجعية للدولتين:
| وجه المقارنة                                              | الصومال                        | بنين            |
| --------------------------------------------------------- | ------------------------------ | --------------- |
| المساحة (كم2)                                             | 637.66 ألف                     | 114.76 ألف      |
| عدد السكان (نسمة)                                         | 14.74 مليون                    | 11.18 مليون     |
| الكثافة السكانية (ن./كم²)                                 | 23.12                          | 97.42           |
| العاصمة                                                   | مقديشو                         | بورتو نوفو      |
| اللغة الرسمية                                             | اللغة الصومالية، اللغة العربية | لغة فرنسية      |
| العملة                                                    | شلن صومالي                     | فرنك غرب أفريقي |
| الناتج المحلي الإجمالي (بليون دولار)                      | 7.37 مليار                     | 9.27 مليار      |
| الناتج المحلي الإجمالي (تعادل القوة الشرائية) بليون دولار |                                | 22.38 مليار     |
| الناتج المحلي الإجمالي الاسمي للفرد دولار أمريكي          | 549                            | 762             |
| الناتج المحلي الإجمالي للفرد دولار أمريكي                 |                                | 2.03 ألف        |
| مؤشر التنمية البشرية                                      |                                | 0.480           |
| رمز المكالمات الدولي                                      | +252                           | +229            |
| رمز الإنترنت                                              | .so                            | .bj             |
| المنطقة الزمنية                                           | ت ع م+03:00                    | ت ع م+01:00     |

## منظمات دولية مشتركة
يشترك البلدان في عضوية مجموعة من المنظمات الدولية، منها:
| علم المنظمة | اسم المنظمة                                 | تاريخ انضمام الصومال | تاريخ انضمام بنين |
| ----------- | ------------------------------------------- | -------------------- | ----------------- |
|             | مؤسسة التنمية الدولية                       | 31 أغسطس 1962        | 16 سبتمبر 1963    |
|             | يونسكو                                      | 15 نوفمبر 1960       | 18 أكتوبر 1960    |
|             | الأمم المتحدة                               | 20 سبتمبر 1960       | 20 سبتمبر 1960    |
|             | مجموعة دول أفريقيا والكاريبي والمحيط الهادئ | ?                    | ?                 |
|             | الاتحاد البريدي العالمي                     | ?                    | ?                 |
|             | البنك الدولي للإنشاء والتعمير               | 31 أغسطس 1962        | 10 يوليو 1963     |
|             | منظمة التعاون الإسلامي                      | ?                    | ?                 |
|             | منظمة حظر الأسلحة الكيميائية                | ?                    | ?                 |
|             | الاتحاد الدولي للاتصالات                    | 28 سبتمبر 1962       | 1961              |
|             | مؤسسة التمويل الدولية                       | 31 أغسطس 1962        | 5 فبراير 1987     |
|             | المركز الدولي لتسوية المنازعات الاستشارية   | 30 مارس 1968         | 14 أكتوبر 1966    |
|             | منظمة الشرطة الجنائية الدولية               | ?                    | ?                 |
|             | الاتحاد الأفريقي                            | ?                    | ?                 |
|             | البنك الإفريقي للتنمية                      | ?                    | ?                 |

## وصلات خارجية
- موقع وزارة الخارجية الصومالية
- موقع وزارة الخارجية البنينية